# 东安古城遗址
东安古城遗址，位于山东省淄博市沂源县东里镇，是中华人民共和国山东省文物保护单位之一。
2006年12月7日，授予山东省文物保护单位，是一座古遗址。